# Vildandegade
Vildandegade er en gade i kvarteret Nyboder i Indre By i København, der ligger mellem Eidsvoll Plads og Krokodillegade. Gaden er opkaldt efter fuglen vildand og udgør en del af en række gader i kvarteret med dyrenavne.
Gaden er belagt med brosten og er omgivet af klassiske gule toetages Nyboder-huse på begge sider, fra da Nyboder blev udvidet nordpå i 1780'erne. Oprindeligt hed gaden Gåsegade, men i store dele af 1800-tallet var den uden navn. Det nuværende navn kendes fra omkring 1889. Navneforandringen er givetvis sket for at undgå forveksling med Gåsegade i Middelalderbyen.
Ved enden mod Krokodillegaden er gaden optaget af et overgroet beskyttelsesrum, der forhindrer gennemkørsel med bil, men som kan passeres til fods.